# Buddy Bolden

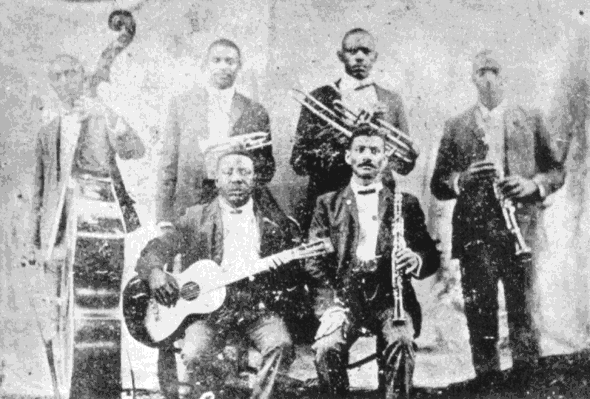
Buddy Bolden Band

Charles Joseph „Buddy” Bolden (ur. 6 września 1877 w Nowym Orleanie, zm. 4 listopada 1931 w Jackson) – amerykański muzyk i instrumentalista grający ragtime'y, kornecista jazzowy.

## Życiorys

### Początki zainteresowania muzyką
Zanim zajął się muzyką był fryzjerem. Kiedyś w sklepie z rzeczami używanymi kupił stary akordeon. Nie znał nut, ale z łatwością potrafił zagrać każdą zasłyszaną melodię: zarówno bluesy, jak i arie śpiewane na słynnej estradzie „The French Opera House”. Młody Buddy Bolden słuchał wszystkiego i chciał to grać. Zorientował się wkrótce, że akordeon się do tego nie nadaje – zdobył kornet. Nowoorleańska legenda głosi, że znalazł go na ulicy.

### Lata 90. XIX wieku
W latach dziewięćdziesiątych Buddy Bolden prowadził zespół, który cieszył się w Nowym Orleanie dużym powodzeniem. Słysząc jego kornet ludzie mawiali: „Bolden przywołuje swoje dzieci”. Tymi dziećmi byli mieszkańcy Nowego Orleanu, kochający taniec i życie. Niemal każdy, kto mówił o Boldenie, sławił nośność głosu i potężne brzmienie jego instrumentu. Klarnecista Alphonse Picou powiedział: „Buddy był najgłośniejszym trębaczem wszystkich czasów, a głos jego kornetu brzmiał tak donośnie, jak gra Louisa Armstronga przez mikrofon i głośnik”.

### Schyłek 1906 roku
Pod koniec 1906 nadszedł koniec kariery. Buddy często skarżył się na bóle głowy. Wkrótce wzmogły się one tak dalece, że Buddy zaczął grać fałszywie. W końcu nie mógł już w ogóle grać, nie rozpoznawał najbliższych przyjaciół. W kwietniu 1907, wskutek stałych skarg sąsiadów, umieszczono go w zakładzie dla umysłowo chorych, gdzie, po zdiagnozowaniu u niego schizofrenii przebywał do śmierci w 1931.